# Villa Nygren

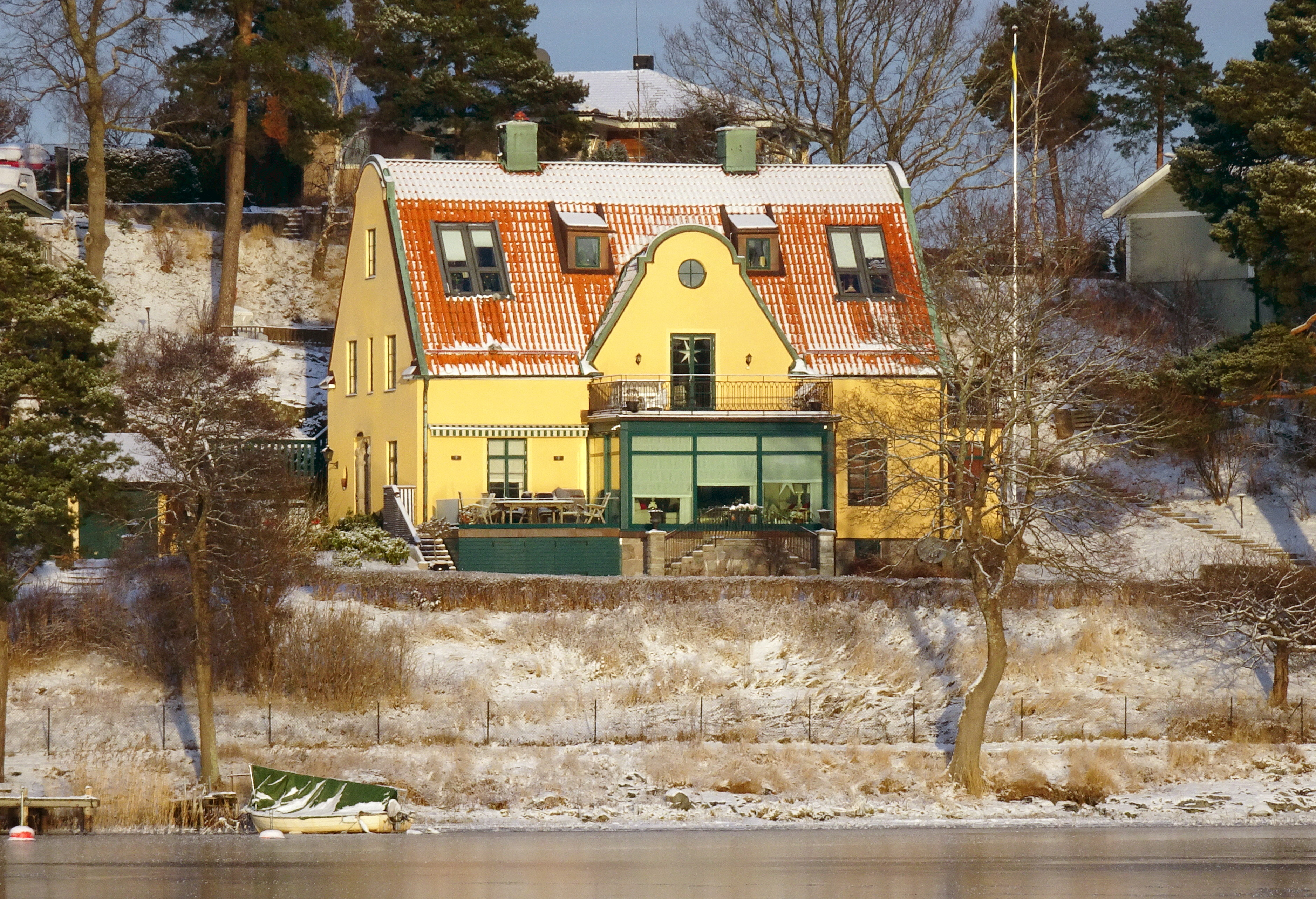
Nygrens villa i januari 2016.

Villa Nygren (Nygrenska villan) är ett bostadshus vid Pålnäsvägen 31 på Baggensudden, ett villaområde och en halvö i Baggensfjärden vid Pålnäsviken, i Saltsjöbaden, Nacka kommun. Villan uppfördes 1891–1892 som sommarnöje för grosshandlaren Theodor Nygren och räknas som Saltsjöbadens första villa. Idag finns tre bostadsrättslägenheter i huset.

## Historik
Udden kallades ibland för Nygrens udde. Han anses ha givit K.A. Wallenberg det avgörande tipset att den nya villaområdet och badorten Saltsjöbaden borde anläggas här. Villan byggdes i väglöst land och allt byggmaterial fick transporteras vattenvägen till platsen. Villan är ett jugendinspirerat stenhus i 1½ plan med rundade gavlar och gulputsade fasader under ett högt tak. Långsidans söderfasad med sin rundade frontespis ligger mot Pålnäsviken och syns från långt håll. Några andra av Saltsjöbadens äldsta villor vid Pålnäsviken är Villa Amalfi och Villa Madati, båda ritade av arkitekt Edward Ohlsson och uppförda 1892 och 1893.

## Ritningar

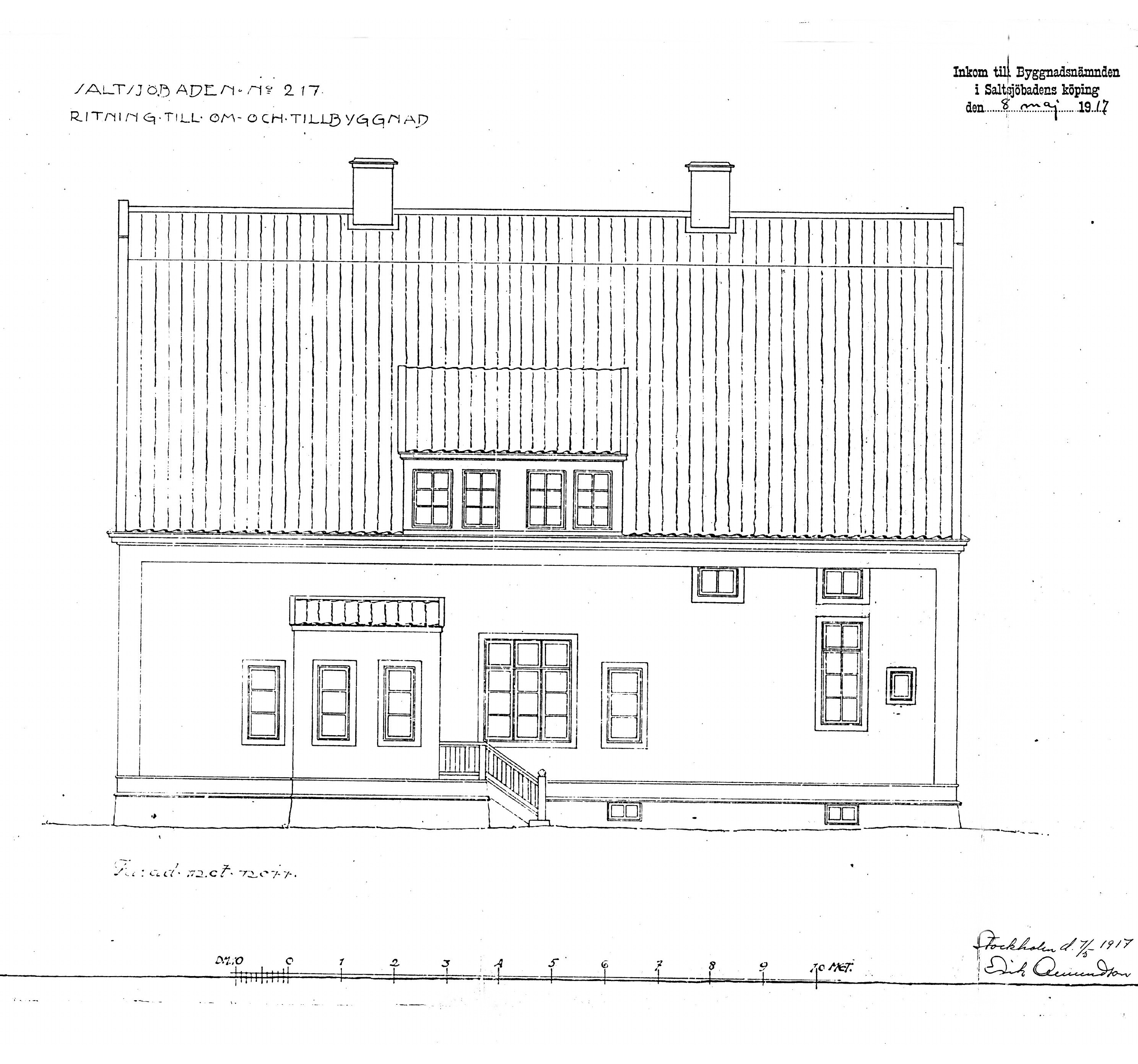
Fasad mot norr
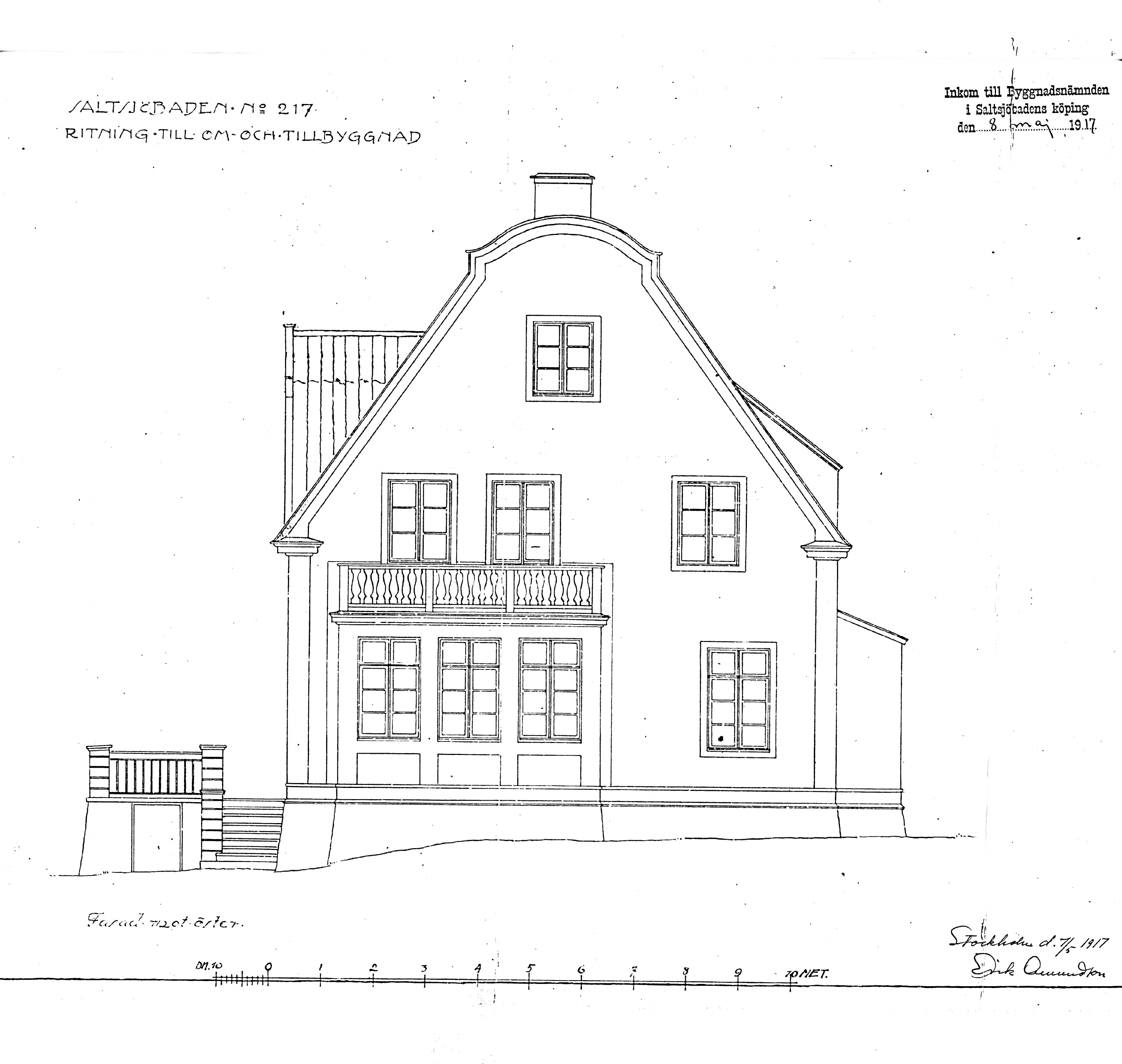
Fasad mot öster
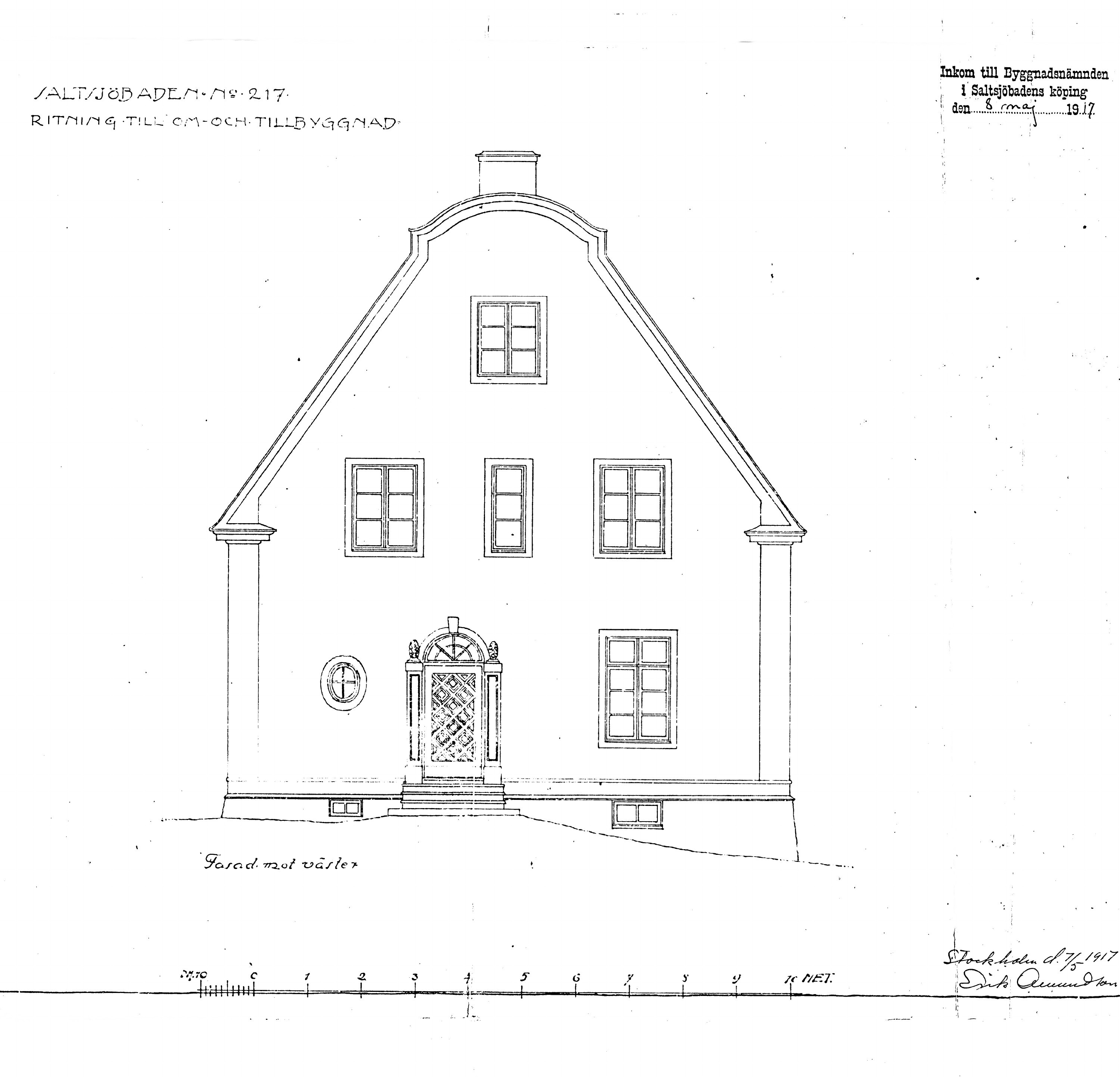
Fasad mot väster
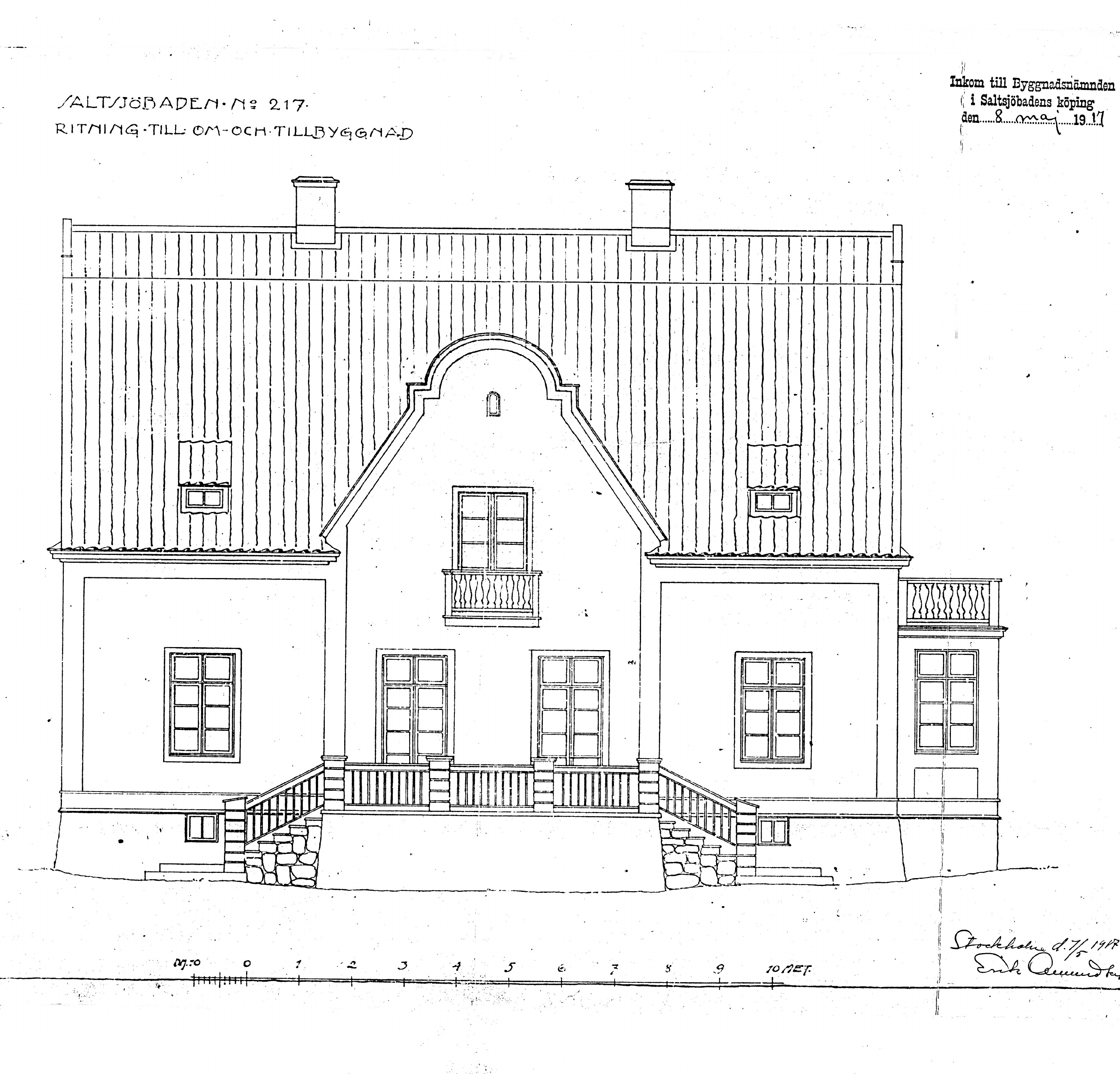
Fasad mot söder
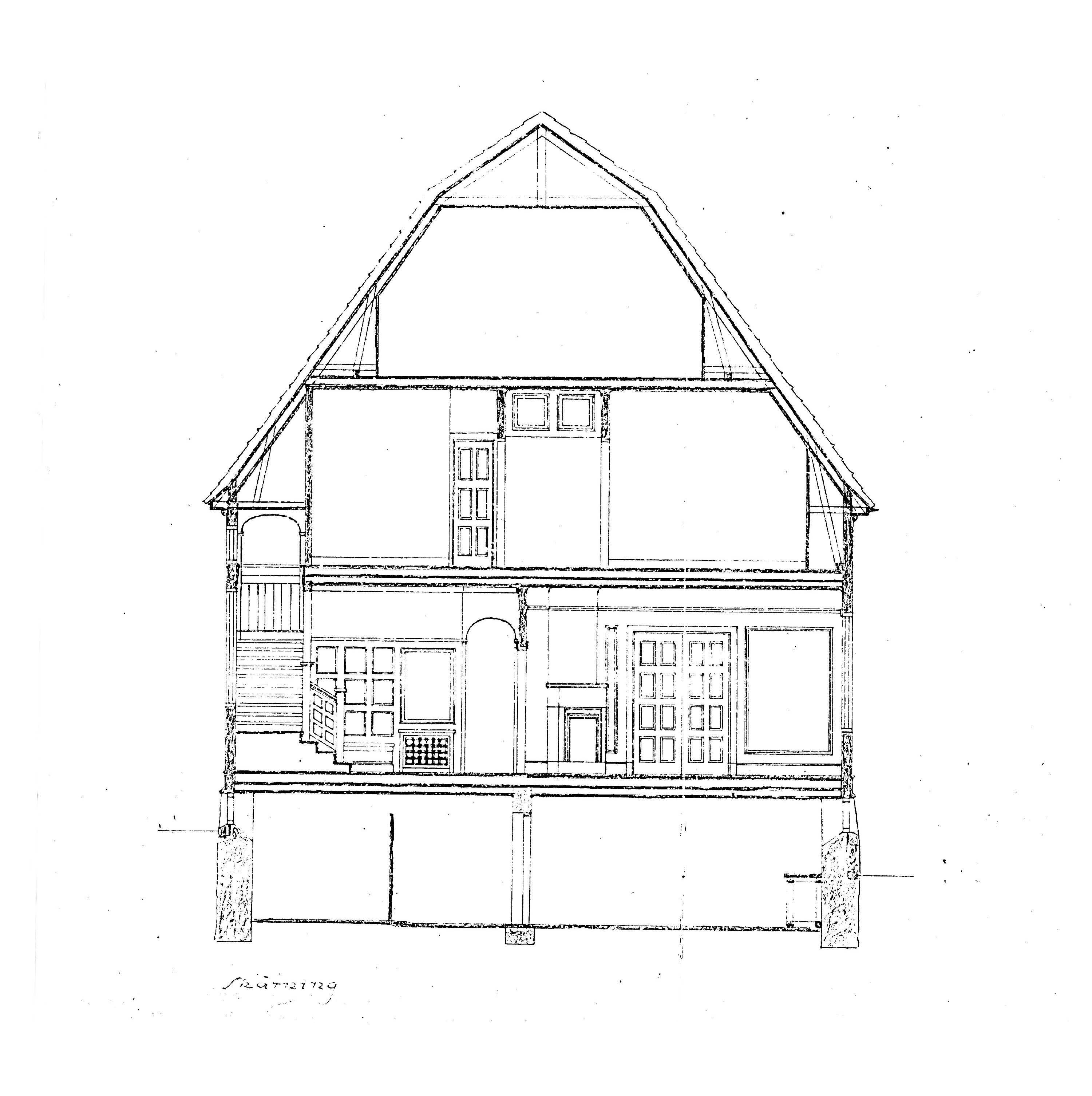
Sektion

Mellan 1917 och 1936 ritade arkitekt Erik Amundson flera om- och tillbyggnader av villan som då fick sitt nuvarande utseende. Ända fram till 1938, då en ny stadsplan med 16 nya villatomter godkändes, stod villan i det närmaste ensam på uddens sydöstra spets. År 2009 följde en genomgripande ombyggnad som resulterade i tre separata lägenheter som ägs av bostadsrättsföreningen Baggensfjärden 1. Exteriört är villan välbehållen, interiört dock starkt förändrad.

## Bilder

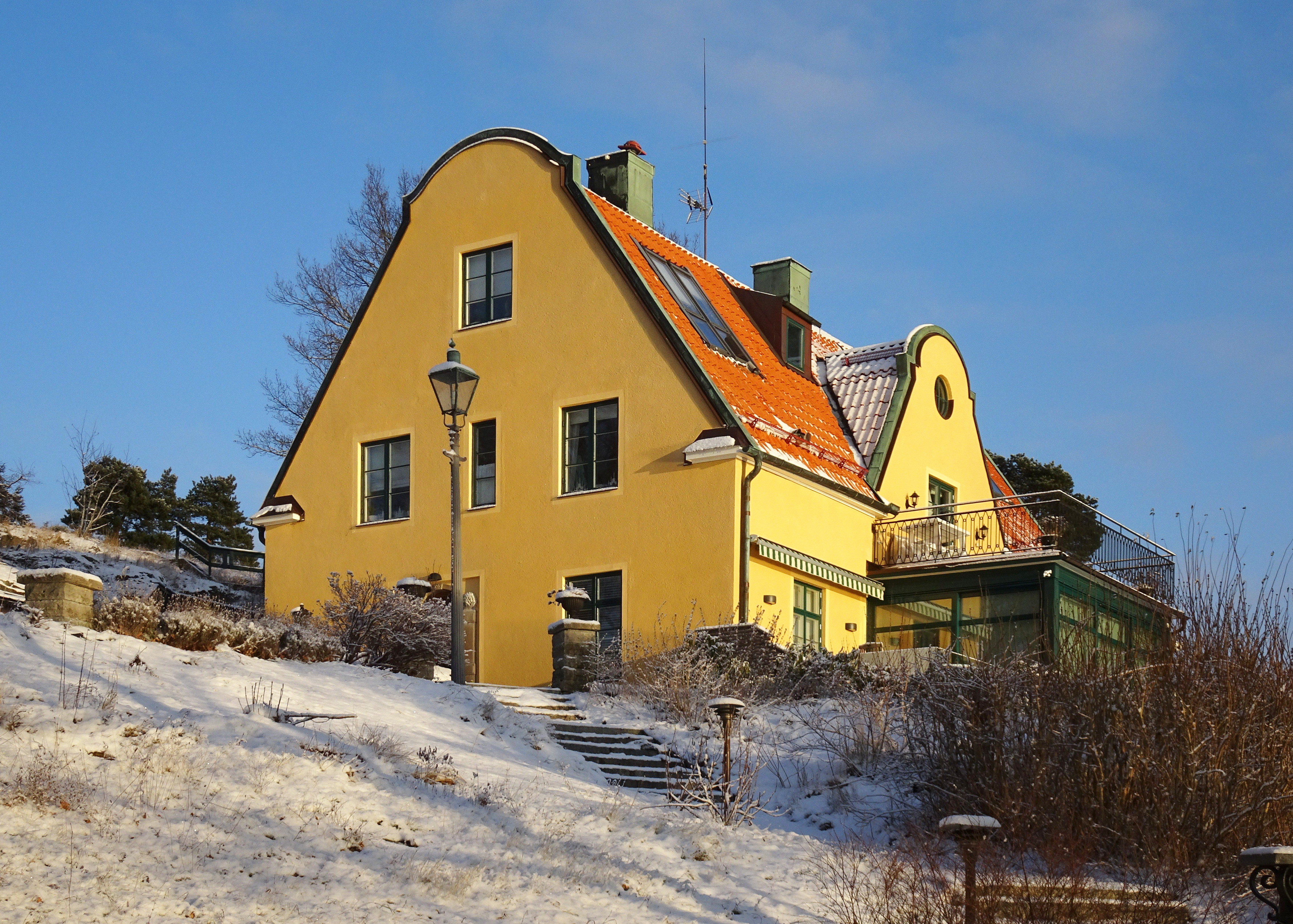
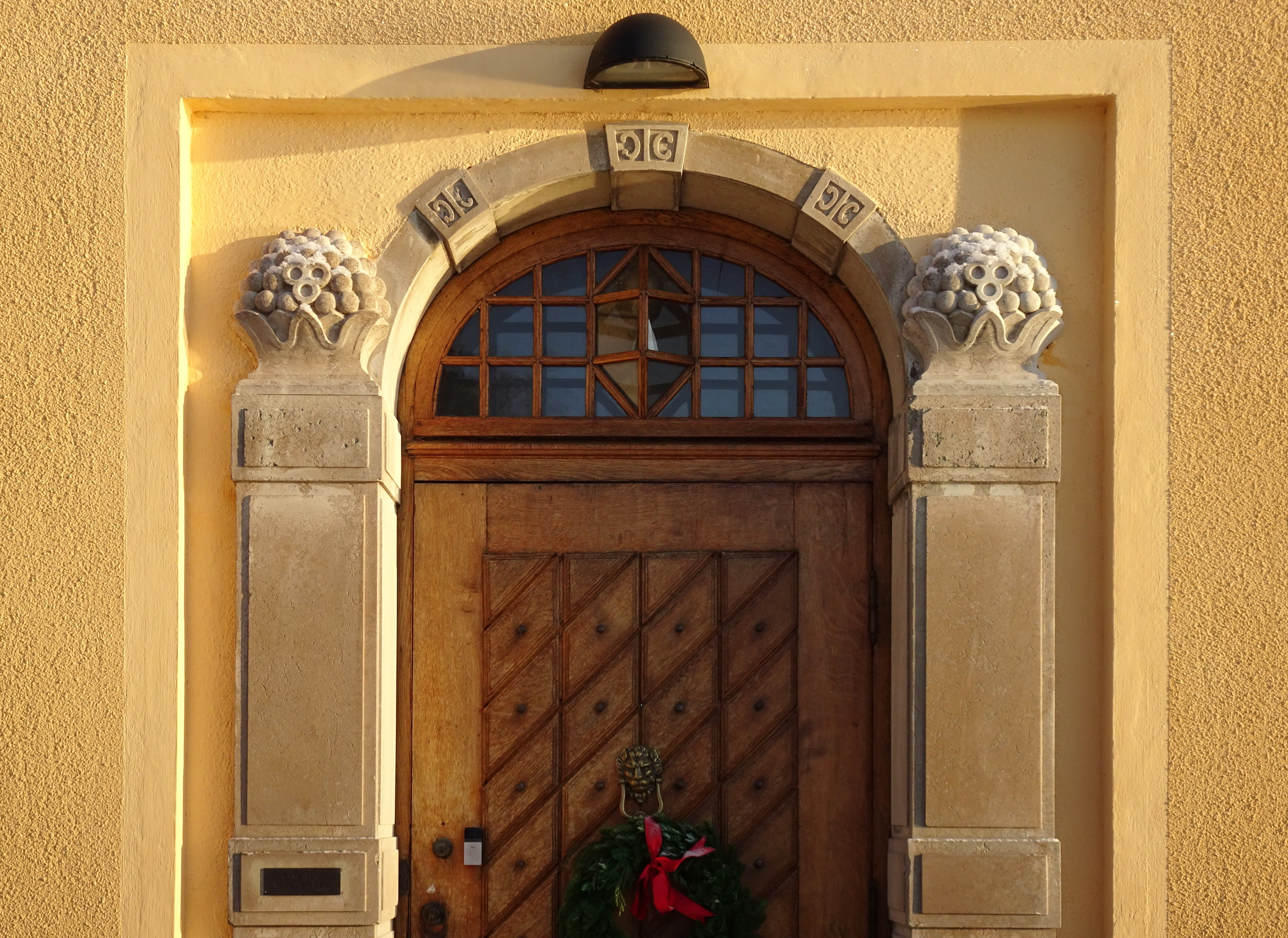
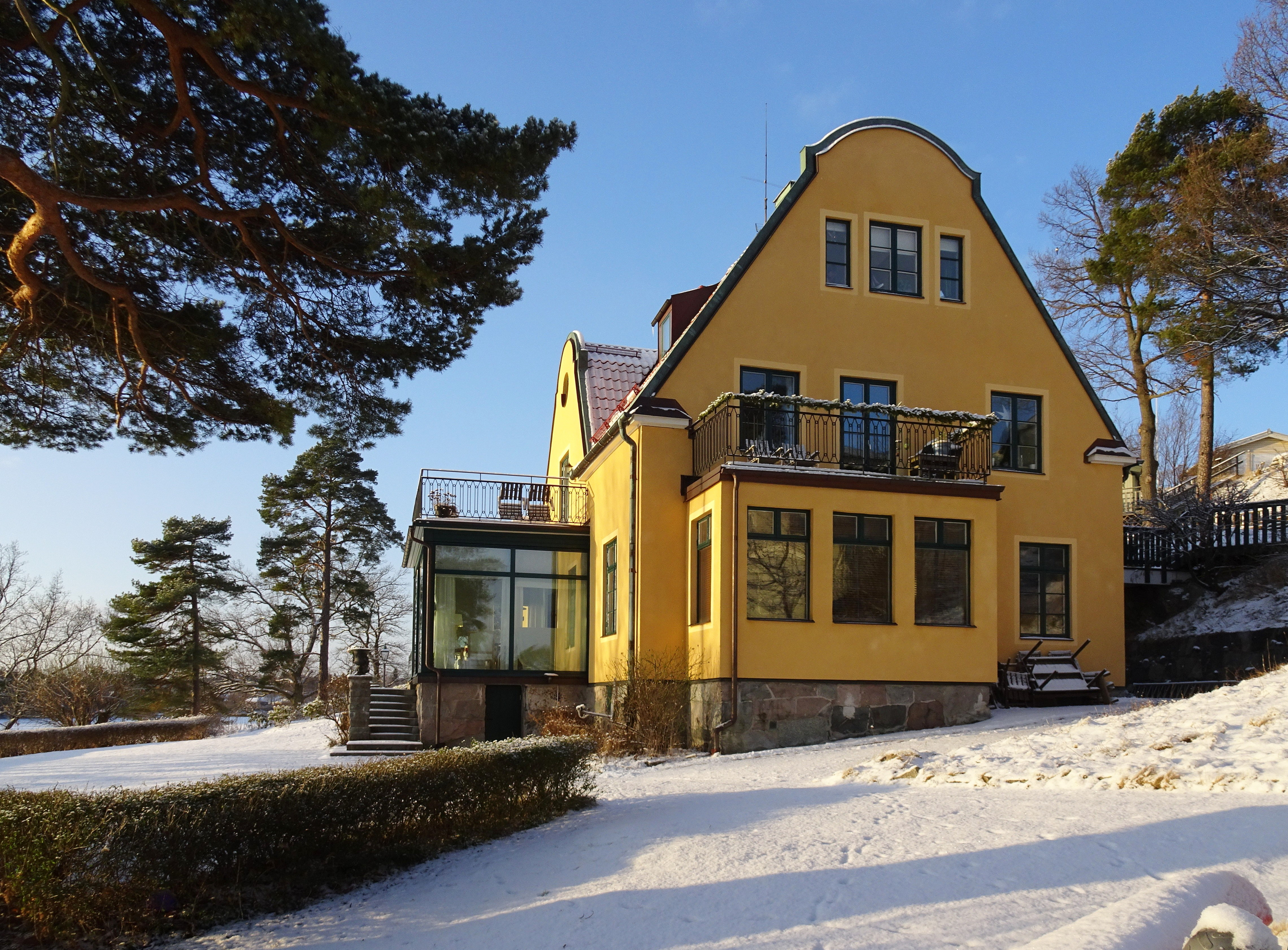
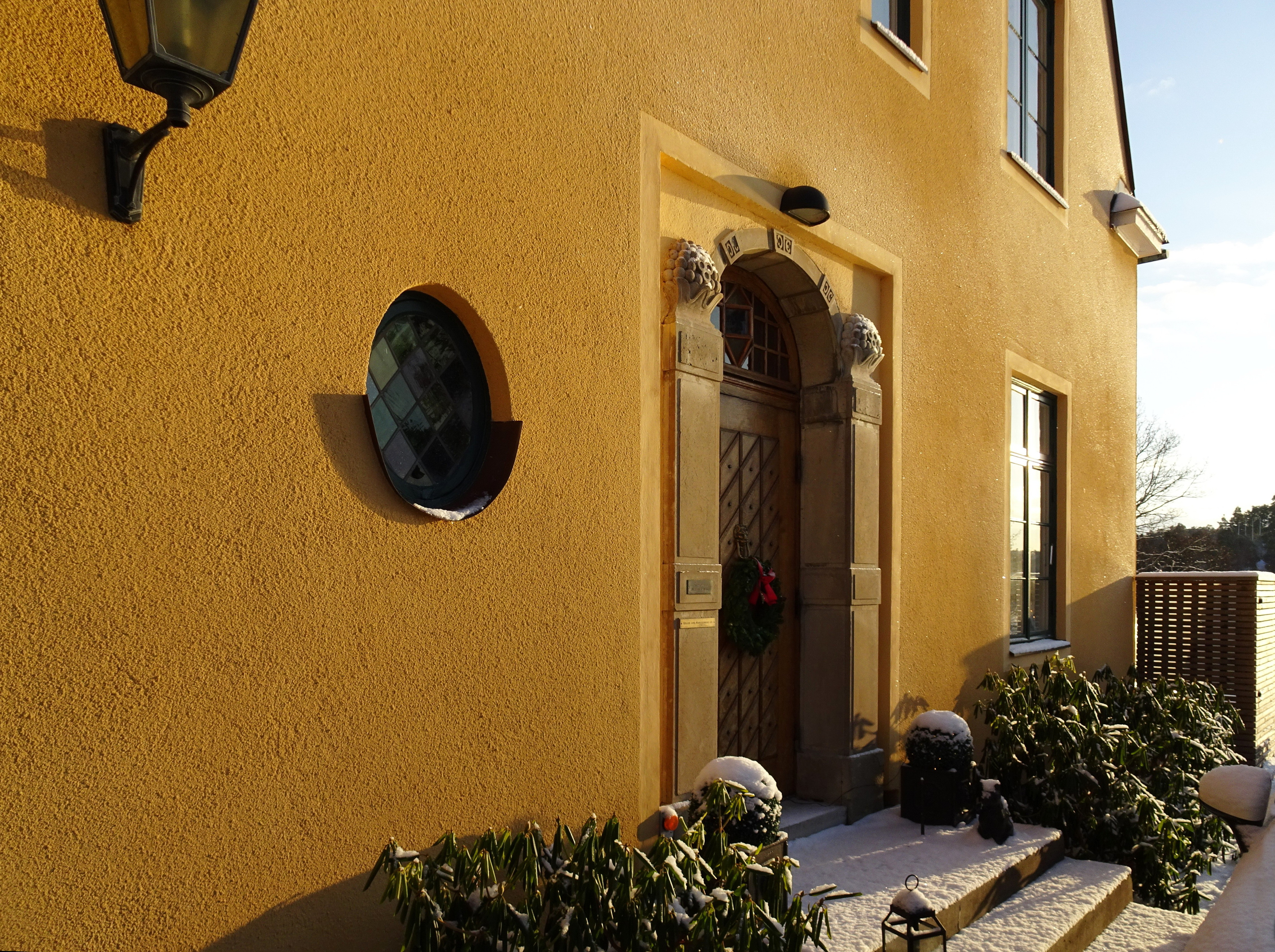
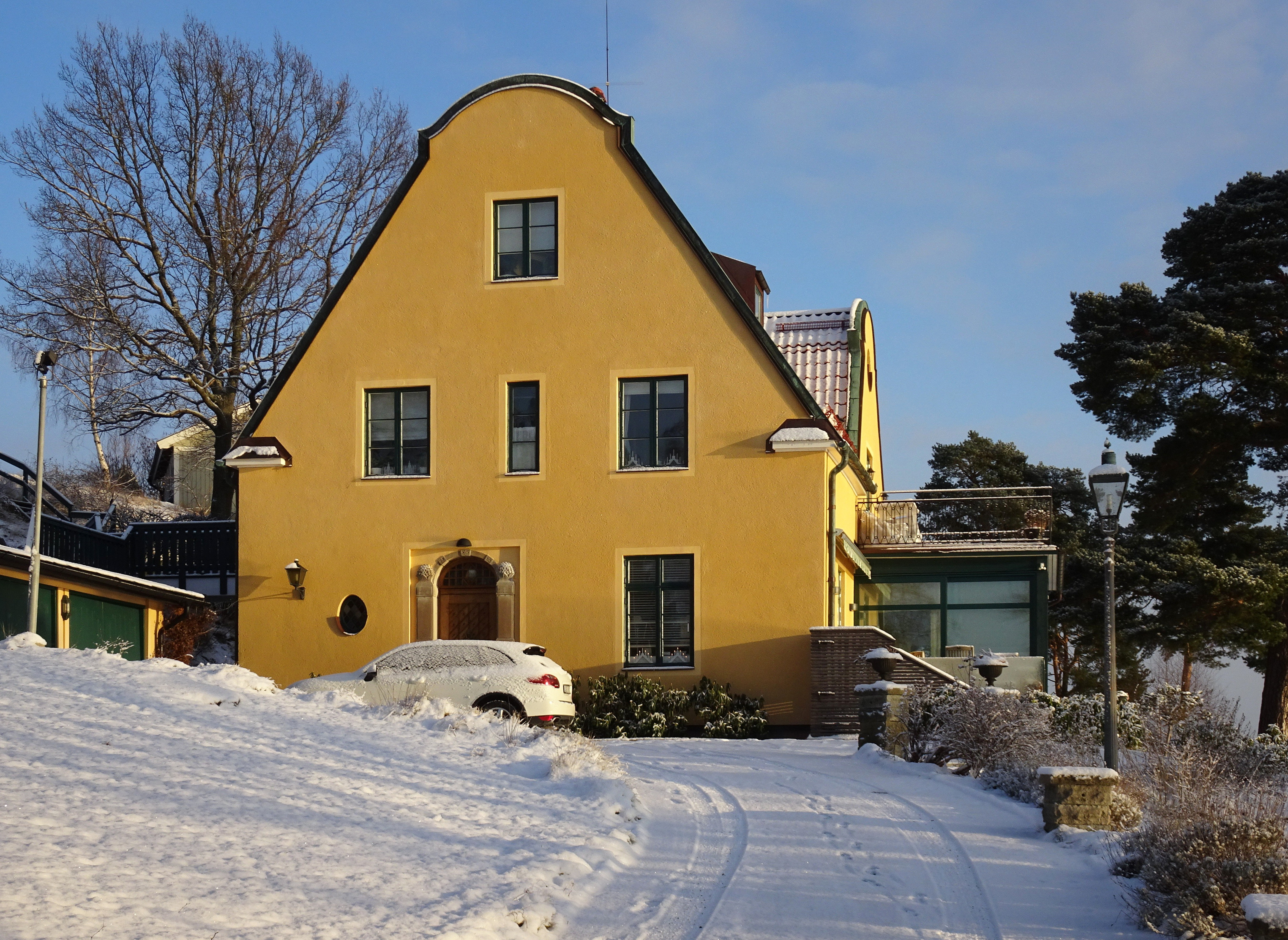